# Archophileurus petropolitanus
Archophileurus petropolitanus är en skalbaggsart som beskrevs av Ohaus 1910. Archophileurus petropolitanus ingår i släktet Archophileurus och familjen Dynastidae. Inga underarter finns listade.